# Mr. Bojangles
A Mr. Bojangles című népszerű popdalt Jerry Jeff Walker countryénekes írta és rögzítette 1968-ban megjelent kislemezén. A dalt számos énekes feldolgozta. A Nitty Gritty Dirt Band feldolgozása 1971-ben a Billboard slágerlista 9. helyére került fel.

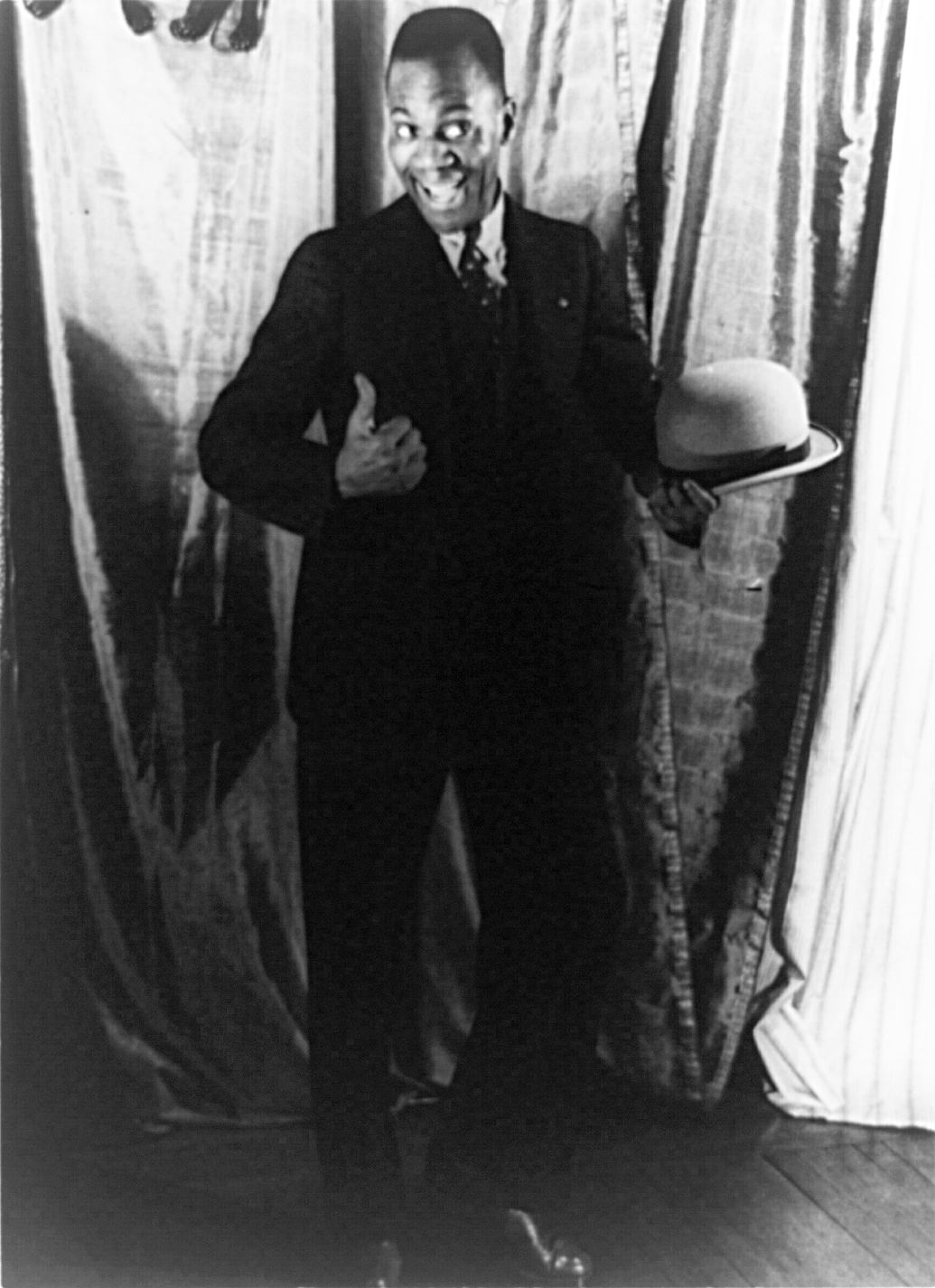
Bill Robinson

A Mr. Bojangles egy kétes hírű, alkoholista, de tehetséges sztepptáncosról szól (nem a híres Bill „Bojangles” Robinsonról, ahogy azt feltételezték). Bojangles egy néptáncos karakter lehetett, aki nem szokványosan szórakoztatta az embereket Dél-Amerikában és Kaliforniában és néhányan azt mondják, hogy ő lehetett a valaha élt legtehetségesebb táncos. Az igazi nevét nem jegyezték fel. Feljegyzések vannak a létezéséről egészen 1920-tól 1965-ig.
A dal szövege szerint Jerry Jeff Walker egy New Orleans-i börtön cellájában találkozott Bojanglesszel (az első körzeti börtön lehetett az). Ők ketten az életről beszélgettek. Bojangles táncolni kezdett, Walker pedig csodálta az ügyességét.
Walker azt mondta, hogy a karaktert Babe Stovallról mintázta, aki gitáros-énekes volt és aki New Orleansben dolgozott az 1960-as évek végén. National Dobro steel gitáron játszott, ahogy ő mondta: „…csak egy hüvelykujjal és mutatóujjal… A kottát nem használtam…”

## Egyéb felvételek
Az alábbi művészek dolgozták fel a dalt: Harry Chapin, Sammy Davis Jr., The Wyvern Community Jazz Orchestra, Queen Ifrica, Chet Atkins, Rod McKuen, Nitty Gritty Dirt Band, Whitney Houston, Billy Joel, Harry Nilsson, Bob Dylan, Don Mclean, The Byrds, Harry Belafonte, Frank Sinatra, Sammy Davis Jr.,  Dave Jarvis, Elton John, Lulu, Arlo Guthrie, Nina Simone, Esther Phillips, John Denver, David Bromberg, Neil Diamond, Tom T. Hall, King Curtis, Radka Toneff, John Holt, Bermuda Triangle Band, Robbie Williams, David Campbell, Jamie Cullum, Ray Quinn, Edwyn Collins, Frankie Laine, Cornell Dupree, Jim Stafford, Frankie Zhivago, Jamie Walker és az Alberto Traversi Quartet, Christian McBride Big Band.

## Hatása a popkultúrára
- Philip Glass nevű zeneszerző utalt Mr. Bojangles-re az Einstein on the Beach című operájában.
- Homer Simpson (A Simpson család című rajzfilmben) énekelte a dalt a Milhouse Doesn't Live Here Anymore című epizódban.
- Patrick Sky nevű amerikai énekes elkészítette a dal paródiáját H. Bromovitz címen, ez a dal a Songs That Made America Famous című albumán szerepelt.

## Robbie Williams verziója
A Mr. Bojangles/I Will Talk And Hollywood Will Listen című kislemez a brit popénekes, Robbie Williams kislemeze, amely 2002 elején jelent meg dupla A-oldallal Közép- és Kelet-Európában.
A kislemez egyik országban sem tudott bekerülni a Top 40-be, még az Egyesült Királyságban sem ért el helyezést, de a Mr. Bojangles nagy sikert aratott a rádiós játszási listákon Európa-szerte.

### Formátum és dallista
A Mr. Bojangles/I Will Talk And Hollywood Will Listen című kislemeznek az alábbi formátumai jelentek meg:
Európai Maxi CD

(Megjelent: 2002. március 11.)
1. "Mr. Bojangles" - 3:15
2. "I Will Talk And Hollywood Will Listen" - 3:17
3. "The Lady Is A Tramp" - 2:55

### Helyezések
| Slágerlista (2002)           | Legmagasabb helyezés |
| ---------------------------- | -------------------- |
| Hollandia kislemez listája   | 66                   |
| Svájc kislemez listája       | 68                   |
| Németország kislemez listája | 77                   |

## Külső források
- Az igazi Mr. Bojangles – YouTube-videó
- Bill Bojangles Robinson
- A Mr. Bojangles a Nitty Gritty Dirt Band előadásában
- A Mr. Bojangles Jerry Jeff Walker, a szerző előadásában
- A Mr. Bojangles Sammy Davis jr. előadásában
- Robbie Williams előadásában a dal a Royal Albert Hallban